# Hofanlage Dorfstraße 32

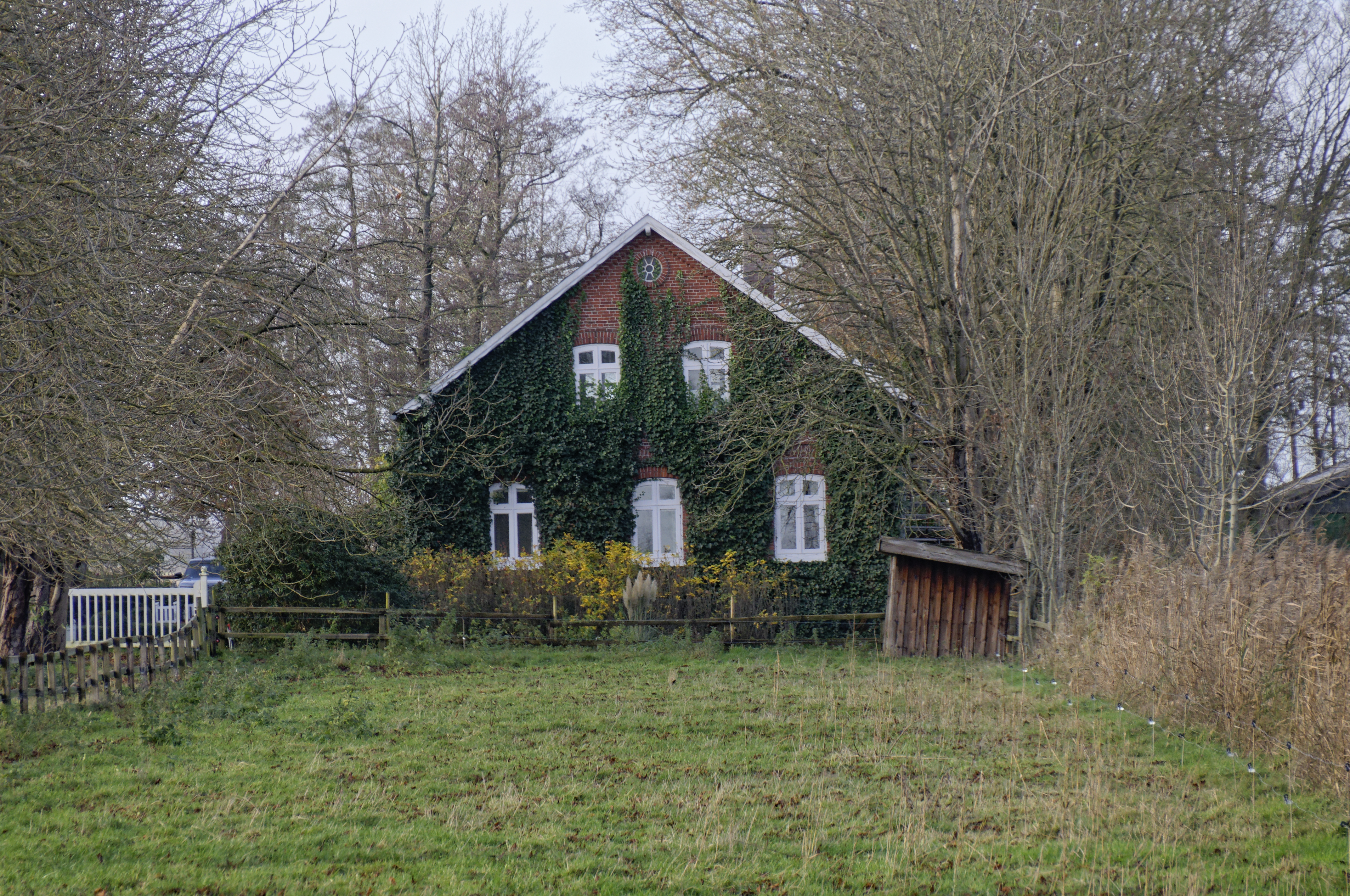
Hofanlage Dorfstraße 32

Die Hofanlage Dorfstraße 32 und Nr. 34 in der niedersächsischen Samtgemeinde Land Hadeln, Ortsteil Odisheim, im Landkreis Cuxhaven, stammt vom Ende des 19. Jahrhunderts. Aktuell (2024) wird sie wohl landwirtschaftlich genutzt.
Die Gebäude stehen unter Denkmalschutz (siehe auch Liste der Baudenkmale in Odisheim).

## Geschichte und Beschreibung
Odisheim im Sietland ist seit dem 13. Jahrhundert eine nachgewiesene Reihensiedlung, von der die Kultivierung des siedlungsfeindlichen moorigen Gebietes ausging. Geprägt wird der Ort von schmalen Marschhöfen.
Die Hofanlage im Norden von Odisheim ist von einem Entwässerungsgraben umgeben. Ein mit Feldstein gepflasterter Weg führt zum Hof. Die Anlage besteht aus
- dem eingeschossigen giebelständigen Wohn- und Wirtschaftsgebäude von um 1890 als Zweiständer-Hallenhaus, teilweise in Fachwerk mit Steinausfachungen, mit reetgedecktem Satteldach, schmalerer Wohnteil komplett in Backstein, massiver Wirtschaftsgiebel mit regionaltypischen senkrecht verbrettertem Giebeldreieck und Grooter Door mit Segmentbogen,[2]
- der giebelständigen langen (Korn-)Scheune von um 1900 in Fachwerk mit Steinausfachungen und mit reetgedecktem Satteldach, Wände zum Teil vertikal verbrettert, modernisiert nach 1945[3]
- dem Stall und Backhaus als Backsteinbau von um 1900 mit Satteldach und Giebel in Fachwerk,[4]
- dem eingeschossigen massiven Altenteil von 1884 (Inschrift) mit schiefergedecktem Satteldach auf Drempel, Gesims und Öffnungen mit Segmentbögen,[5]
- sowie weiteren nicht denkmalgeschützten Nebenanlagen.

Das Landesdenkmalamt befand u. a.: „… Hofanlage mit Wohn-/Wirtschaftsgebäude, Scheune und Stall (mit Backhaus) sowie einem Altenteil ….“